# Symplecta verna
Symplecta verna là một loài ruồi trong họ Limoniidae. Chúng phân bố ở miền Cổ bắc.